# Палмер, Жизель
Жизель Палмер (англ. Giselle Palmer; род. 7 февраля 1995 года в Хьюстоне, Техас, США) — американская порноактриса, эротическая фотомодель и вебкам-модель.

## Карьера
Выросла в Хьюстоне, штат Техас. Потеряла девственность в 15 лет со своим парнем. Сразу после достижения семнадцатилетия переезжает в Остин. Чтобы иметь дополнительный заработок, с восемнадцати лет начала сниматься на веб-камеру. Уже в то время начинает присматриваться к порноиндустрии, но решает сначала закончить обучение в университете. Летом 2016 года получает степень по вычислительной математике.
Начала карьеру в начале 2017 года в возрасте 21 года. Первой сексуальной сценой стала сцена с участием Райана Дриллера для студии Naughty America. В середине мая 2017 года в сцене для фильма Anal Hotties 3, где её партнёром стал Майк Адриано, впервые исполнила анальный секс.
Снимается для Brazzers, Digital Sin, Dogfart Network, Evil Angel, FM Concepts, Girlfriends Films, Mile High, Twistys.com, XEmpire и многих других. Работает вебкам-моделью на сайте Chaturbate.
В октябре 2017 года стала Treat of the Month по версии порносайта Twistys.com. В феврале следующего года была выбрана журналом Penthouse «Киской месяца» (Pet of the Month).
Первую часть псевдонима (Жизель) взяла со школьного времени, когда её так назвали на уроке французского языка, а вторую часть псевдонима — в честь персонажа Лоры Палмер из телесериала «Твин Пикс». Интересы Жизель представляет агентство талантов Spiegler Girls, которым руководит антрепренёр Марк Шпиглер.
По данным на конец апреля 2018 года, снялась в более чем 100 порнофильмах.

## Награды и номинации
| Год  | Награда                    | Результат | Категория                                                                        | Фильм                        |
| ---- | -------------------------- | --------- | -------------------------------------------------------------------------------- | ---------------------------- |
| 2017 | Urban X Award              | Номинация | Восходящая звезда                                                                | н/д                          |
| 2018 | AVN Award                  | Номинация | Лучшая новая старлетка                                                           | н/д                          |
| 2018 | Fleshbot Award             | Номинация | Лучшая новая старлетка                                                           | н/д                          |
| 2018 | Spank Bank Award           | Номинация | Beautiful Blonde of the Year                                                     | н/д                          |
| 2018 | Spank Bank Award           | Победа    | Best «Fuck Me» Eyes                                                              | н/д                          |
| 2018 | Spank Bank Award           | Номинация | Deepest Throat                                                                   | н/д                          |
| 2018 | Spank Bank Award           | Номинация | Gloryhole Guru of the Year                                                       | н/д                          |
| 2018 | Spank Bank Award           | Номинация | Most Fuckable Feet                                                               | н/д                          |
| 2018 | Spank Bank Award           | Номинация | Newcummer of the Year                                                            | н/д                          |
| 2018 | Spank Bank Award           | Номинация | Porn’s «It» Girl                                                                 | н/д                          |
| 2018 | Spank Bank Technical Award | Победа    | Most Likely To Check Out Other Girls’ Butts While Doing Yoga                     | н/д                          |
| 2018 | Urban X Award              | Номинация | Восходящая звезда                                                                | н/д                          |
| 2018 | XBIZ Award                 | Номинация | Лучшая новая старлетка                                                           | н/д                          |
| 2019 | Spank Bank Award           | Номинация | Best Swallower                                                                   | н/д                          |
| 2019 | Spank Bank Award           | Номинация | Cock Worshipper of the Year (Best Whore Knees)                                   | н/д                          |
| 2019 | Spank Bank Award           | Номинация | Master of Missionary                                                             | н/д                          |
| 2019 | Spank Bank Award           | Номинация | Reverse Cowgirl Connoisseur of the Year                                          | н/д                          |
| 2019 | Spank Bank Award           | Номинация | Sensational Scissorist                                                           | н/д                          |
| 2019 | Spank Bank Award           | Номинация | Sharing Is Caring (Cumswapping Cutie of the Year)                                | н/д                          |
| 2019 | XBIZ Award                 | Номинация | Лучшая сцена секса — полнометражный фильм (вместе с Кензи Ривз)                  | Girls With Guns              |
| 2020 | Spank Bank Award           | Номинация | Cosplay Queen                                                                    | н/д                          |
| 2021 | AVN Award                  | Номинация | Лучшая лесбийская групповая сцена (вместе с Алекс Кол, Алексис Тэй и Карлой Куш) | Lesbian Squirting Gangbang 2 |
| 2021 | XBIZ Award                 | Номинация | Лучшая сцена секса — гонзо (вместе с Габби Картер и Рамоном Номаром)             | Hardcore Threesomes 4        |

## Избранная фильмография
- 2017 — Anal Cream Pies 2[21]
- 2017 — Body To Body 5
- 2017 — Hotwife Bound 3
- 2017 — Manuel’s Fucking POV 8
- 2017 — New Anal Recruits 3
- 2017 — She Likes It Rough
- 2017 — The Call Girl[22]
- 2017 — XXX Rub Down 2
- 2017 — Yoga Girls 4
- 2018 — He Made My Wife Squirt[23]